# Jan Pošvář
Jan Pošvář (* 16. května 1985 Pelhřimov) je český programátor a politik, v letech 2017 až 2021 poslanec Poslanecké sněmovny PČR, člen kontrolního a zemědělského výboru, člen Pirátů.

## Život
Absolvoval Gymnázium Pelhřimov a vystudoval aplikovanou informatiku na Vysoké škole polytechnické Jihlava. Ještě během studií si našel práci jako programátor ve společnosti T-SOFT v Praze, kde se podílí na vývoji informačních systémů. Během svého života se učil i řemeslu svého otce a od června 2013 získal řemeslnou živnost – malířské a natěračské práce.
Jan Pošvář žije v obci Mnich na Pelhřimovsku. Zajímá se o historii, přírodu, lidská práva, politiku, informační technologie a informační podporu krizového řízení. Ve volném čase programuje a je náruživým hráčem počítačových her rozvíjejících tvořivost a představivost (např. Cities: Skylines, Minecraft).

## Politické působení
Je členem Pirátů, ve straně zastával post předsedy krajského sdružení Vysočina.
V krajských volbách v roce 2016 kandidoval za Piráty do Zastupitelstva Kraje Vysočina, ale neuspěl.
Ve volbách do Poslanecké sněmovny PČR v roce 2017 byl lídrem Pirátů v Kraji Vysočina a z této pozice byl zvolen poslancem.
V Poslanecké sněmovně se zabýval především tématem zemědělství. Zastával se práv zahrádkářů a byl autorem návrhu zákazu klecového chovu slepic od 1. ledna 2027. Spolu s Radkem Holomčíkem se zabývá ochranou zdrojů pitné vody. Vodu, infrastrukturu, její provoz a zisky z vodného a stočného by podle něj měly mít v rukou městské, krajské nebo státní vodárny.
Na konci roku 2018 podal podnět celní správě týkající se provozování nelegálních heren.
V únoru 2019 vyslovil souhlas se zastropováním evropských dotací, jak navrhuje Evropská komise. Podle Pošváře by evropské peníze neměly sloužit k protežování velkých agrokorporací. V září 2020 prosadil pozměňovací návrhy k novele zákona o ochraně zvířat proti týrání: Zákaz klecového chovu slepic a zákaz drezury divokých zvířat. Klecové chovy skončí do 1. ledna 2027 a drezura nadále nebude možná pro nově narozené jedince všech divokých druhů zvířat.
Ve volbách do Poslanecké sněmovny PČR v roce 2021 kandidoval jako člen Pirátů na 3. místě kandidátky koalice Piráti a Starostové v Kraji Vysočina, ale nebyl zvolen. Mandát poslance se mu tak nepodařilo obhájit.